# Década de 1820 nos Estados Unidos
Esta é uma cronologia da década de 1820 nos Estados Unidos.

## 1820
- 18 de fevereiro: O Secretário da Guerra John C. Calhoun proíbe o alistamento dos soldados negros ou mulatos no Exército dos Estados Unidos.[1]
- 3 de março: O Compromisso do Missouri é aprovado pelo Congresso dos Estados Unidos.[2][3][4][5]
- 15 de março: O Maine torna-se o 23° estado norte-americano admitido à União.[6][7][8][5]
- 15 de maio: O Congresso dos Estados Unidos declara que o comércio de escravos africanos passa a ser considerado pirataria.[9][10][1][11]
- 12 de junho: A constituição do Estado do Missouri é adotada pela convenção em St. Louis.[12]
- 4 de julho: A 23ª estrela, que representa o estado do Maine admitido à União em 15 de março de 1820, é adicionada à bandeira dos Estados Unidos.
- 7 de agosto: O quarto censo dos Estados Unidos determina que a população residente no país é 9.638.453 com 1.538.022 escravos.[13][14][15]
- 6 de dezembro: É realizada a eleição presidencial. James Monroe, do Partido Democrata-Republicano, é reeleito presidente dos Estados Unidos com 231 votos eleitorais.[3][16][17][18]
- 6 de dezembro: Daniel D. Tompkins é reeleito vice-presidente dos Estados Unidos com 218 votos.[16]

## 1821
- 6 de janeiro: A constituição do estado do Missouri é ratificada.[12]
- 9 de fevereiro: Presidente James Monroe aprova a criação da futura Universidade George Washington, localizada em Washington, DC.[19]
- 26 de fevereiro: A Câmara dos Representantes dos Estados Unidos vota a elevação do Missouri à catergoria de um estado norte-americano.[17]
- 5 de março: Presidente James Monroe e vice Daniel D. Tompkins começam seu segundo mandato.[20][21][22]
- 10 de julho: Entra em vigor o Tratado de Adams-Onís, também conhecido como Tratado de Transcontinentalidade.
- 10 de agosto: O Missouri torna-se o 24° estado norte-americano admitido à União e o 11° estado que permite a escravidão.[23][24][17][25][26][27]

## 1822
- 8 de março: Em mensagem ao Congresso dos Estados Unidos, o presidente James Monroe proposta o reconhecimento das repúblicas independentes latino-americanas (Argentina, Brasil, Chile, Colômbia, Peru, México e Estados Unidos da América Central).[24][28][29]
- 28 de março: A Câmara dos Representantes dos Estados Unidos aprova uma resolução para reconhecer as repúblicas sul-americanas independentes.[30]
- 30 de março: Presidente James Monroe assina a lei, que cria o Território da Flórida.[24][31]
- 19 de junho: Os Estados Unidos reconhece oficialmente a república da Grã-Colômbia, uma região formada pelos territórios da atual Colômbia, da Venezuela, do Equador e do Panamá.[32][33]
- 4 de julho: A 24ª estrela, que representa o estado do Missouri admitido à União em 10 de agosto de 1821, é adicionada à Bandeira dos Estados Unidos.
- 20 de julho: Andrew Jackson é escolhido pela legislatura do estado do Tennessee para ser candidatura à Presidência na eleição de 1824.[34]
- 12 de dezembro: O Congresso dos Estados Unidos reconhece a independência do México.[32][35][29][30][36]

## 1823
- 27 de janeiro: Os Estados Unidos reconhecem a independência do Chile e da Argentina.[32][35][37][36]
- 2 de junho: Os nativos indígenas Arikaras atacam o campo de William Henry Ashley e matam 14 comerciantes de peles, iniciando a Guerra de Arikara.[38][39]
- 16 de setembro: Samuel L. Southard assume o cargo de Secretário da Marinha dos Estados Unidos.[40][41][42]
- 18 de setembro: O Tratado de Moultrie Creek é assinado entre o governo dos Estados Unidos e os chefes de vários grupos indígenas no atual estado da Flórida.[43][44]
- 2 de dezembro: A Doutrina Monroe é anunciada pelo presidente James Monroe em sua mensagem ao Congresso dos Estados Unidos.[35][45][46][47][28][48][49]
- 23 de dezembro: A poema Uma visita de São Nicolau, escrita por Clement Clarke Moore, é publicada pela primeira vez.[50][49]

## 1824
- 14 de fevereiro: O Secretário do Tesouro, William Harris Crawford, é escolhido pelo Partido Democrata-Republicano como candidato a presidente dos Estados Unidos.[51][52][49]
- 15 de fevereiro: O Secretário de Estado, John Quincy Adams, é escolhido pelos políticos em Boston como candidato a presidente dos Estados Unidos.[51]
- 4 de maio: O Congresso dos Estados Unidos aprova uma legislação que autoriza a construção de obras civis pelo Corpo de Engenheiros do Exército dos Estados Unidos.[53]
- 26 de maio: Os Estados Unidos reconhecem oficialmente a independência do Brasil.[35][51][37][54]
- 4 de agosto: Os Estados Unidos reconhecem os Estados Unidos da América Central, constituída pelas atuais repúblicas da Costa Rica, das Honduras, da Guatemala, da Nicarágua e de El Salvador.[35][37]
- 3 de outubro: Os Estados Unidos e a Colômbia concluem o tratado de amizade e comércio.[51]
- 1 de dezembro: É realizada a eleição presidencial. Nenhum dos candidatos recebe a maioria dos 261 votos eleitorais na eleição presidencial.[51][55][56][57][52]

## 1825
- 9 de fevereiro: John Quincy Adams é escolhido o sexto presidente dos Estados Unidos pela Câmara de Representantes.[35][58][59][60][56][61]
- 4 de março: John Quincy Adams toma posse como o 6° presidente dos Estados Unidos.[60][61]
- 7 de março: James Barbour torna-se o Secretário da Guerra dos Estados Unidos.[40][62]
- 26 de maio: A Associação Unitária Americana (American Unitarian Association) é fundada em Boston, em Massachusetts.[63][64]
- 26 de outubro: Termina a construção do Canal de Erie em Nova Iorque.[65][66][67]
- 5 de dezembro: Presidente John Quincy Adams assina um acordo comercial com a Federação da América Central.[68][69]
- 29 de dezembro: Um acordo comercial com a Federação da América Central é ratificado pelo Senado dos Estados Unidos.[68][69]

## 1826
- 24 de janeiro: O Tratado de Washington é assinado entre o povo nativo Creek e o governo norte-americano.[70][71][72][73]
- 22 de abril: O Tratado de Washington é ratificado pelo Senado dos Estados Unidos.[71][74]
- 26 de abril: Os Estados Unidos assinam o tratado de amizade e comércio com a Dinamarca.[75]
- 2 de maio: Os Estados Unidos reconhecem a independência do Peru.[35][37][76]
- 4 de julho: Morrem os ex-presidentes dos Estados Unidos, Thomas Jefferson em Monticello e John Adams em Quincy, ambos no estado de Massachusetts.[70][77][78][79]
- 10 de julho: Presidente John Quincy Adams assina um acordo comercial com o México.[80]

## 1827
- 27 de fevereiro: O Mardi Gras é celebrado pela primeira vez nas ruas de Nova Orleans, na Luisiana.[81][82]
- 28 de fevereiro: A Assembleia do estado de Maryland aprova a fundação da empresa ferroviária Baltimore and Ohio Railroad, a primeira companhia ferroviária dos Estados Unidos.[83][84][79][85]
- 16 de março: O primeiro jornal afro-americano dos Estados Unidos, Freedom's Journal, é fundado por John Brown Russwurm e Samuel Cornish na cidade de Nova Iorque.[86][87][88][79][89]
- 4 de julho: A escravidão é oficialmente abolida no estado de Nova Iorque.[78][90][79][89]
- 6 de agosto: O tratado de comércio é firmado entre os Estados Unidos e a Grã-Bretanha.[35][91][89]
- 19 de setembro: James Bowie vence com sua faca um duelo entre dois homens conhecido como Sandbar Fight, na praia do Rio Mississippi, perto de Natchez.[92][93][94]

## 1828
- 21 de fevereiro: A primeira edição do Cherokee Phoenix, o primeiro jornal indígena dos Estados Unidos, é publicada pelos povos nativos Cherokee.[95]
- 14 de abril: O primeiro dicionário americano da língua inglesa (An American Dictionary of the English Language) é publicado por Noah Webster.[96]
- 26 de maio: Peter Porter torna-se o Secretário da Guerra dos Estados Unidos.[40][62]
- 4 de julho: Começa a construção da primeira ferrovia pública do país, Baltimore and Ohio Railroad, em Baltimore.[78]
- 3 de dezembro: É realizada a eleição presidencial. Andrew Jackson é eleito o sétimo presidente dos Estados Unidos.[35][97][98][99]

## 1829
- 4 de março: Andrew Jackson toma posse como o sétimo presidente dos Estados Unidos.[100][101]
- 6 de março: Martin Van Buren é nomeado Secretário de Estado pelo presidente Andrew Jackson.[102]
- 9 de março: John Eaton torna-se o Secretário da Guerra dos Estados Unidos e John Branch, 8° Secretário da Marinha dos Estados Unidos.[41][40]
- 23 de julho: William Austin Burt recebe a patente do tipográfo, um precursor da máquina de escrever.[103][104]
- 15 de setembro: O governo mexicano, liderado pelo presidente Vicente Guerrero, declara abolir a escravidão na província mexicana do Texas.[105][90]